# Park Narodowy Gór Skalistych
Park Narodowy Gór Skalistych (ang. Rocky Mountain National Park) – park narodowy w USA, w północno-zachodniej części stanu Kolorado. Znaczną część parku stanowią Góry Skaliste. Został utworzony w 1915 roku. W 1976 ustanowiono tu także rezerwat biosfery.

## Opis parku
Park Narodowy Gór Skalistych jest pełen pięknych krajobrazów, dzikich zwierząt, i różnych klimatów i środowisk. Tu znajdują się lasy iglaste jak i tundra wysokogórska. Park jest położony na północny zachód od Denver, w Górach Skalistych. Park włącza w swój obszar część dział wód Ameryki Północnej i górne dopływy rzeki Kolorado.
Przez park przechodzą trzy drogi, U.S. Highway 34, U.S. Highway 36, i Colorado State Highway 7. Highway 34 (Autostrada nr 34) jest też zwana Trail Ridge Road (Droga Szlakowego Grzbietu) – od nazwy grzbietu górskiego przez który prowadziła jedna z sezonowych ścieżek używanych przez Indian Ute – i jest najwyższą nieprzerwaną drogą w całych Stanach Zjednoczonych, sięgając w niektórych miejscach wysokości 3 713 m n.p.m. (12 183 stóp). Ze względu na wielkie opady śniegu droga jest zamknięta zimą (od października do maja) i nawet czasami latem.

## Geografia
Obszar parku wynosi 1078 km² (265 769 akrów) ziemi w północnym zachodnie stanie Kolorado. Park obejmuje część wododziału kontynentalnego Ameryki Północnej, z której przyczyny zachodnie i wschodnie części parku mają odmienny od siebie charakter. Część zachodnia jest bardziej sucha, i mieści wysokie góry i szczyty. Wschodnia część ma charakter mokry i bujny, i dominują tam głębokie lasy.
W parku można znaleźć 577 km szlaków, 150 jezior, i ponad 724 km strumieni. Ponad 60 wierzchołków gór w parku sięga wyżej niż 3 657 m (12 000 stóp), i jedna czwarta parku jest nad poziomem granicy drzew. Najwyższy szczyt w parku to Longs Peak (pol. Szczyt Longa), który wznosi się 4 346 m n.p.m.

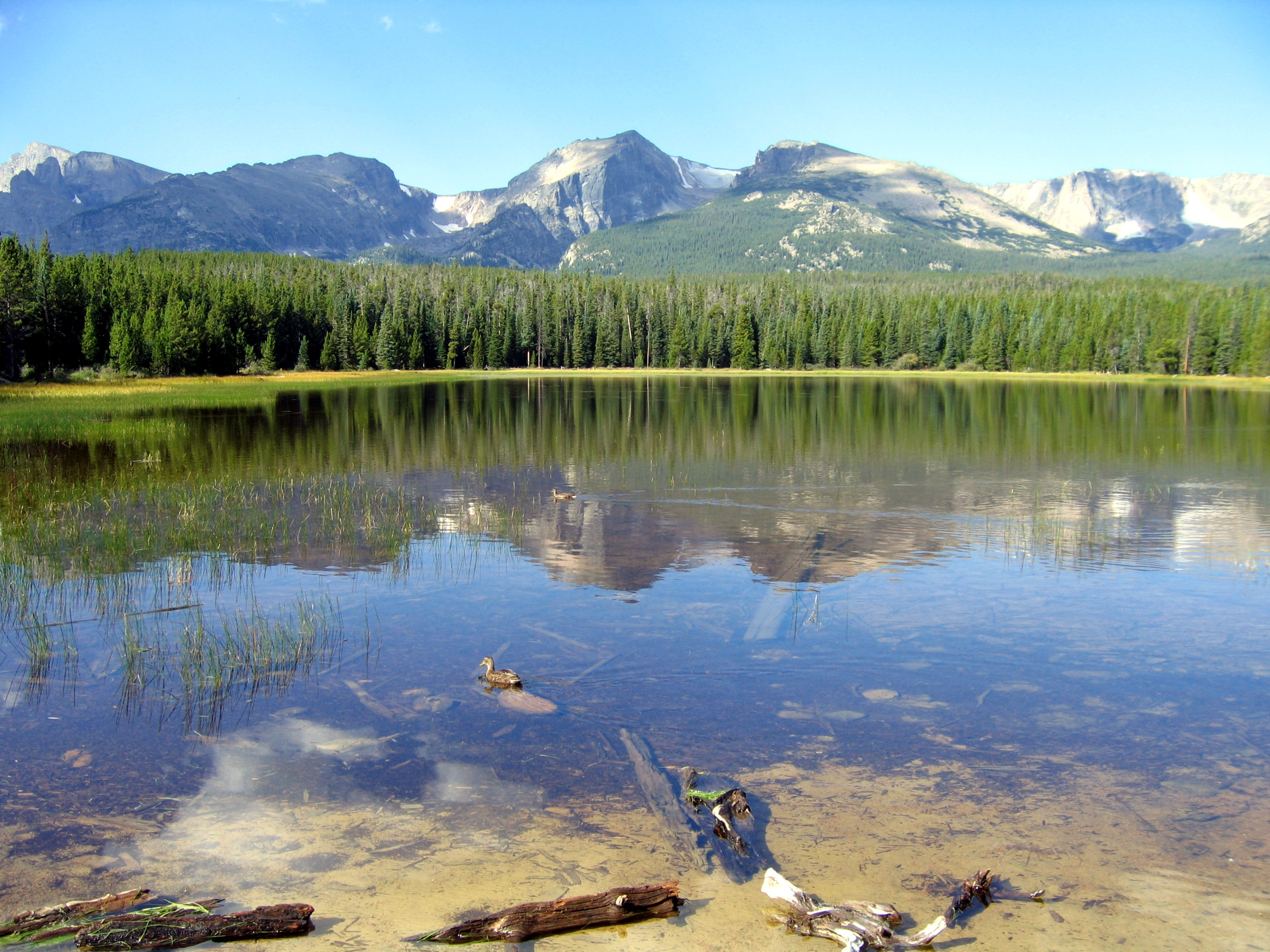
Jezioro Bierstadt
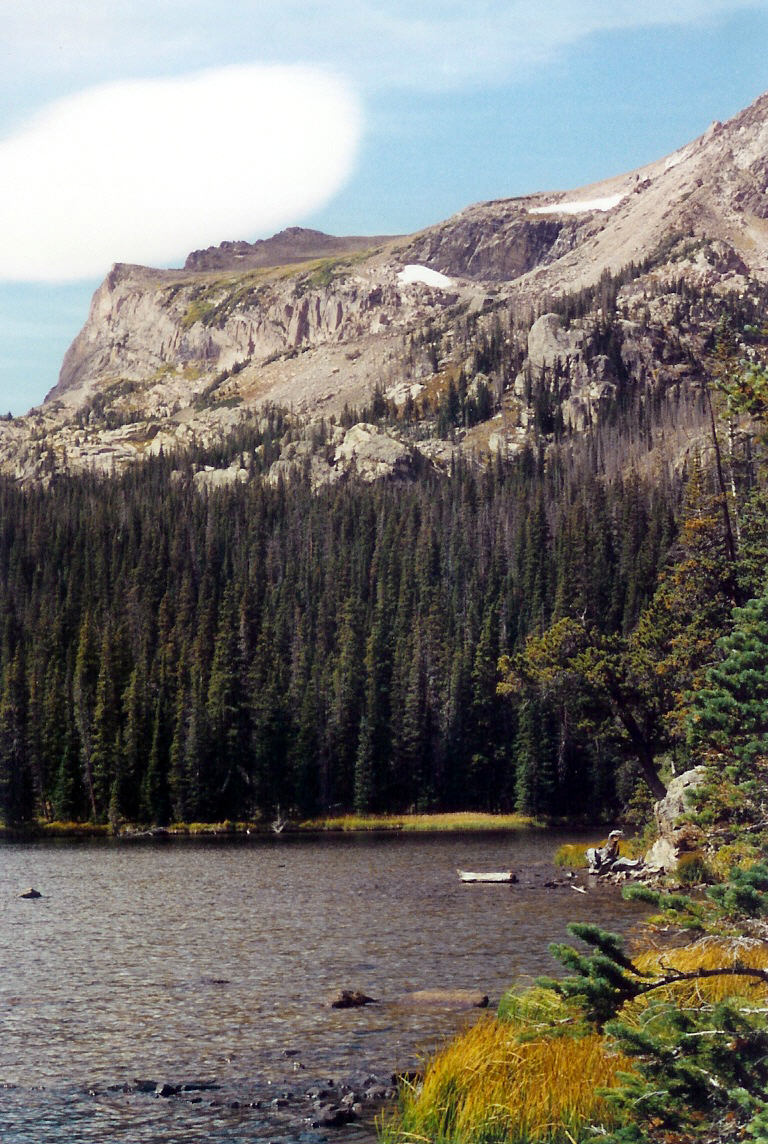
Ouzel Lake w Parku Narodowym Gór Skalistych
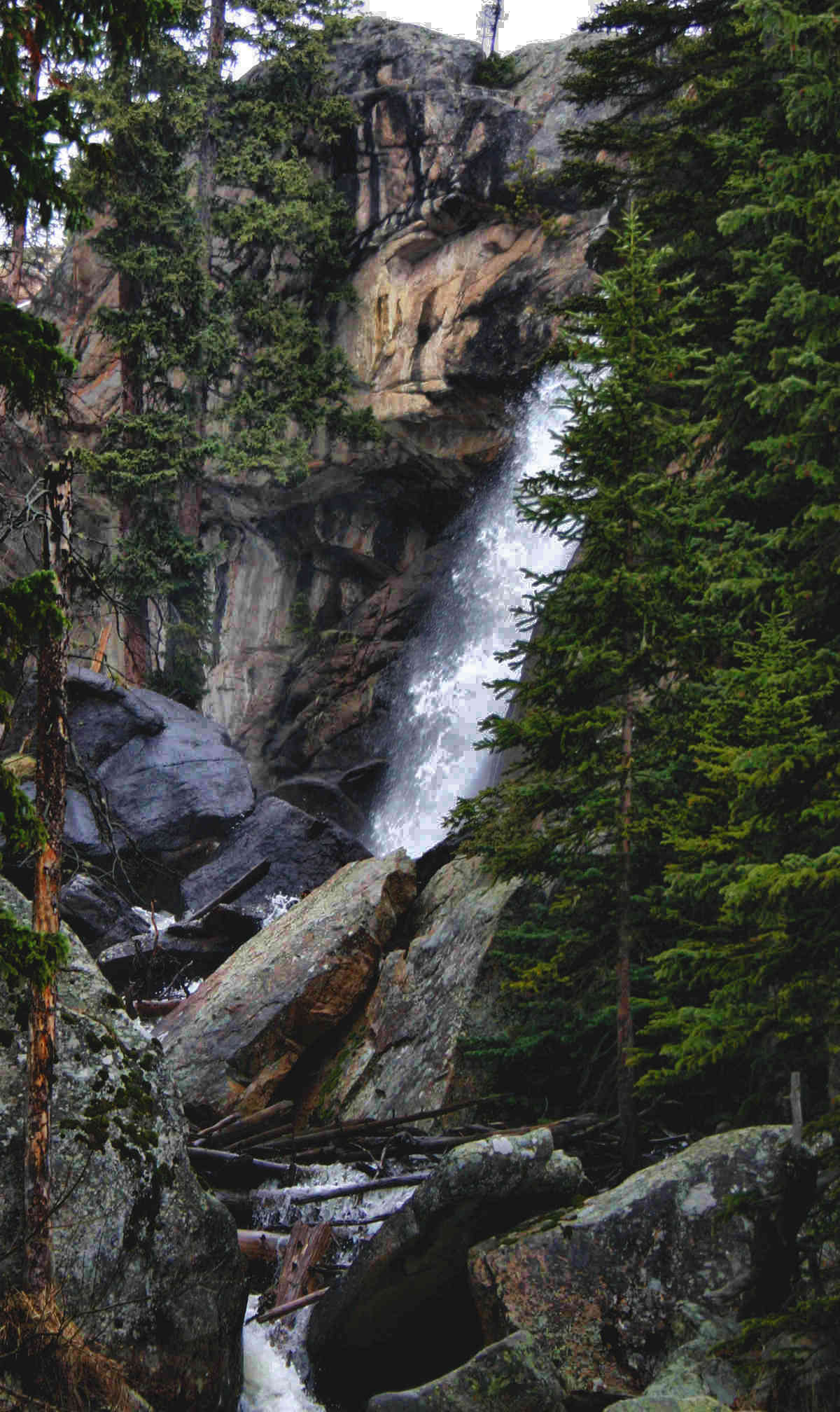
Wodospad Ouzelfalls
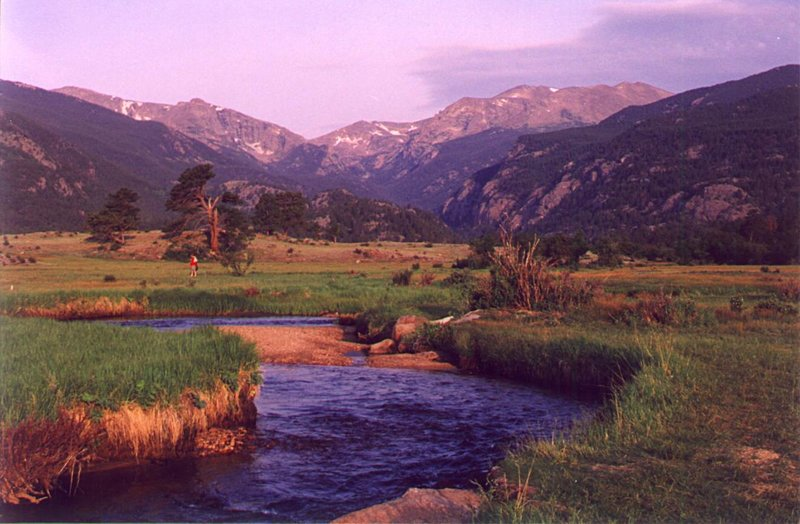
Park morenowy i górne dopływy rzeki Big Thompson w Parku Narodowym Gór Skalistych